# Det svageste led
 Denne artikel omhandler overvejende eller alene danske forhold. Hjælp gerne med at gøre artiklen mere almen.
Det svageste led (originaltiel: The Weakest Link) er et quizprogram på tv. Programmet startede oprindeligt i England, på BBC Two 14. august 2000. I 2002 blev det købt til dansk tv af DR1 og havde Trine Gregorius som vært. 
Det svageste led handler, som så mange andre quizprogrammer, om at vinde i penge, og den gang det blev sendt i Danmark var det 200.000 kr. man kunne vinde.
Den engelske udgave med Anne Josephine Robinson rundede 1000 sendinger 18. december 2006.

## Udformning
Originalt er der ni deltagere i programmet, som på skift svarer på spørgsmål ud fra normal paratviden. Ideen er at man i løbet af en runde skal danne en kæde af rigtige svar for at opnå et maksimalt beløb, som går videre gennem runderne, hvilket vil sige at kun én løber af med maks. 200.000 kr. (i den danske version).
Før et spørgsmål bliver stillet har alle spillere mulighed for at sige "BANK", hvilket gemmer det beløb man har optjent. Det er en sikkerhedsforanstaltning, men bemærk at man samtidig bryder kæden og så skal starte forfra med at optjene penge.
Efter hver omgang bliver der (til seeren) fortalt hvem der er den stærkeste (altså den der har svaret på flest spørgsmål (eventuelt hurtigst)) og hvem der er den svageste (det modsatte). Deltagerne skriver så på en plade (eller i de nyere engelske udgaver, på en skærm) hvem de mener der skal forlade spillet.
Den der så har fået flest stemmer skal således forlade programmet til lyden af citatet “Du er det svageste led, farvel!“.
Det sidste runde består af to deltagere der, mod hinanden, skal svare på et antal spørgsmål. Hvis det stadig står lige efter dette går spillet ud i Sudden death.